# Antonie Galušková
Antonie Galušková (Strakonice, 17 de mayo de 2001) es una deportista checa que compite en piragüismo en la modalidad de eslalon.
Ganó una medalla de plata en el Campeonato Mundial de Piragüismo en Eslalon de 2021 y cuatro medallas en el Campeonato Europeo de Piragüismo en Eslalon entre los años 2020 y 2025.
En los Juegos Europeos de Cracovia 2023 consiguió una medalla de plata en la prueba de K1 por equipos.

## Palmarés internacional
| Campeonato Mundial | Campeonato Mundial         | Campeonato Mundial | Campeonato Mundial |
| Año                | Lugar                      | Medalla            | Competición        |
| ------------------ | -------------------------- | ------------------ | ------------------ |
| 2021               | Bratislava (Eslovaquia)    | Medalla de plata   | K1 por equipos     |
| Juegos Europeos    |                            |                    |                    |
| Año                | Lugar                      | Medalla            | Competición        |
| 2023               | Cracovia (Polonia)         | Medalla de plata   | K1 por equipos     |
| Campeonato Europeo |                            |                    |                    |
| Año                | Lugar                      | Medalla            | Competición        |
| 2020               | Praga (República Checa)    | Medalla de oro     | K1 por equipos     |
| 2021               | Ivrea (Italia)             | Medalla de bronce  | K1 por equipos     |
| 2024               | Tacen (Eslovenia)          | Medalla de bronce  | K1 por equipos     |
| 2025               | Vaires-sur-Marne (Francia) | Medalla de oro     | K1 por equipos     |